# Перстач астраханський
Перстач астраханський (Potentilla astracanica) — вид квіткових рослин роду перстач родини розові (Rosaceae).

## Ботанічний опис
Багаторічна рослина до 40 см заввишки, вкрита довгими білуватими волосками, має кілька прямих або висхідних стебел, що відходять від міцного кореневища.
Прикореневі та нижні стеблові листки на довгих черешках, складаються з 5, іноді із 7 листочків, а верхні — з 3.
Великі, до 3 см у діаметрі, квітки з блідо-жовтими пелюстками зібрані у густі півзонтики. Після плодоношення наступає перерва у вегетації, а у вересні з'являються нові листки, які перезимовують.

## Поширення
Зустрічається у степу та Криму, є у деяких південно-східних районах лісостепу. Росте перстач астраханський на бідних ґрунтах та сухих місцях — кам'янистих степах, пісках, оголеннях різних порід. Іноді зустрічається у степовому травостої, але там він буває значно нижчий та з 1-2 стеблами.